# Šašek

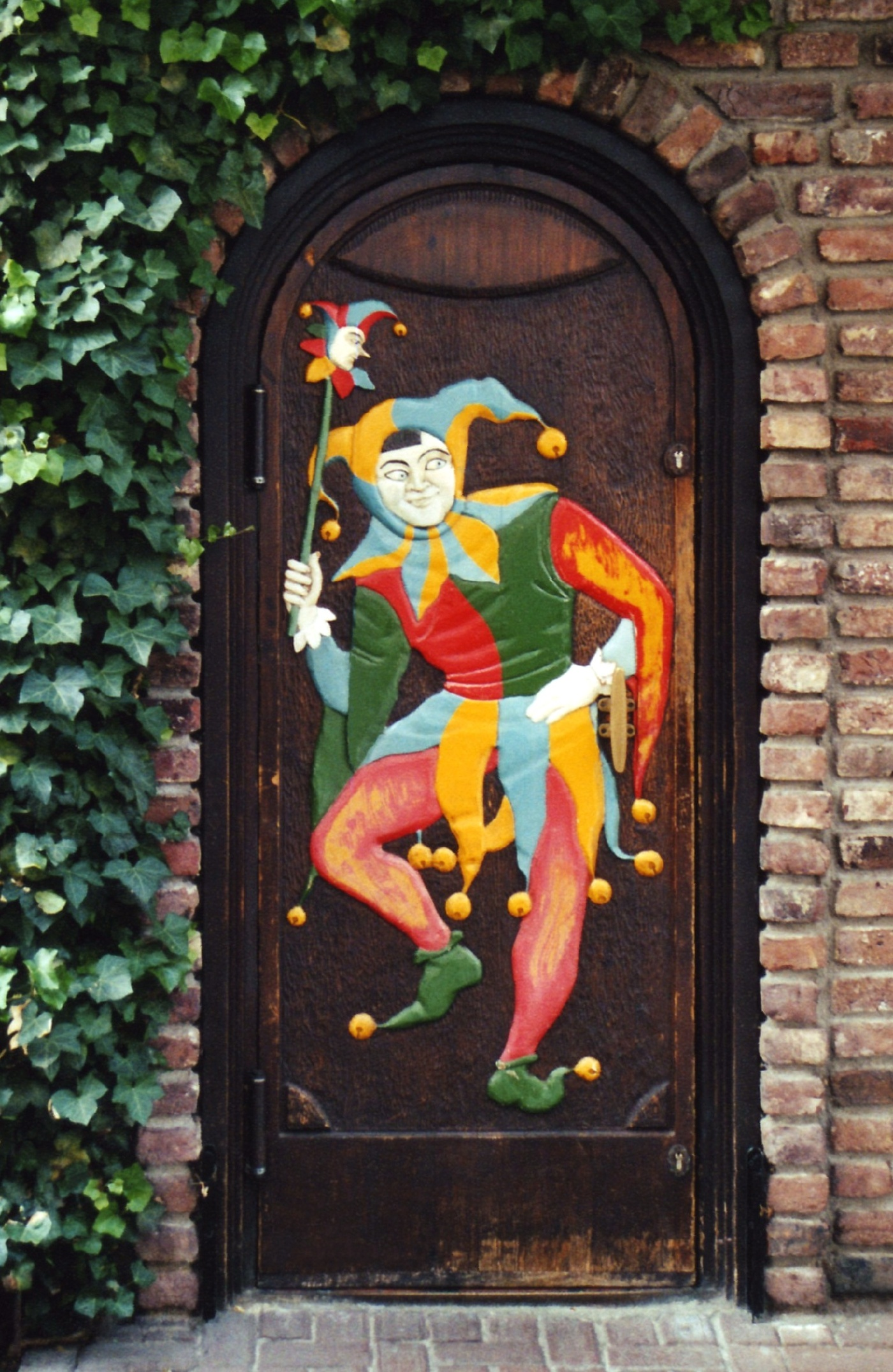
Vyobrazení šaška na domovních dveřích v Německu

Šašek je označení pro komickou postavu. Její výskyt lze prokázat již v řeckých a římských komediích, později ve středověkých fraškách. Dále se šašek uplatňoval na panovnických dvorech. Šašci evropského středověku a raného novověku bývali obvykle oděni v pestrém oblečení, na hlavě mívali čapku či kuklu s rolničkami nebo s umělýma oslíma ušima.
Šašek mívá různá další označení, např. harlekýn, v Německu Hanswurst. Cirkusový a varietní umělec, který je někdy nepřesně nazýván souslovím „cirkusový šašek“ je hovorové synonymum pro slovo klaun.

## Historie
Tradice dvorních šašků má své kořeny již ve starém Egyptě. V palácích faraonů sloužili trpaslíci (mohli to být jak Egypťané trpasličího vzrůstu, tak i středoafričtí Pygmejové). Jejich úkolem bylo bavit faraona a jeho dvořany při hostinách směšnými pohyby, žonglováním či žertováním. Také ve starověké Persii, Indii nebo Číně se objevovali dvorní šašci, kteří byli často trpaslíci, hrbáči, eunuši nebo jinak postižení lidé. Známí jsou i japonští šašci taikomoči, kteří svým pánům, císařům a šógunům, sloužili jako tanečníci a vypravěči vtipných příběhů. Někdy se o nich hovoří jako o mužské obdobě gejš.
Méně se šašci uplatnili v antickém období. V Evropě se rozšířili v období vrcholného středověku, patrně pod vlivem křížových výprav[zdroj?], v muslimském světě byli šašci obvyklou součástí panovnických dvorů již od 7. století. Šašky byli nejčastěji muži, jsou však doloženy i dvorní šaškyně, jako byla např. šaškyně Jana, sloužící anglické královně Marii Krvavé, nebo několik šaškyň ruské carevny Anny Ivanovny. Velký rozvoj šašků nastal v období renesance a baroka, ale s nástupem osvícenství začali šašci z panovnických dvorů pozvolna mizet. V Anglii tomu bylo už v 17. století, jinde v Evropě v průběhu 18. století. Naproti tomu v Číně nebo Osmanské říši přežila tradice dvorních šašků až do počátku 20. století. Své šašky měli i panovníci afrických kmenových států, např. Dahome či Imeriny, ale také panovníci Aztéků nebo havajští králové. Poslední šašek, Jesse Bogdonov, sloužil na dvoře krále Tāufaʻāhau Tupou IV. z polynézského souostroví Tonga ještě roku 1998.
Někteří šašci se uplatnili zároveň jako diplomaté nebo rádci panovníků. Z českých dějin je známý katalanský šašek Antoni Tallander, působící na dvoře císaře Zikmunda Lucemburského nebo Jan Paleček, šašek a dvořan Jiřího z Poděbrad. Patrně legendárním byl Žito, čaroděj na dvoře krále Václava IV. K dalším slavným šaškům patří např. Till Eulenspiegel, polský šašek Stanczyk, anglický William Sommers sloužící Jindřichu VIII. nebo indičtí šašci Ténali Rámakrišna z Vidžajanagaru či Bírbal, rádce a šašek císaře Akbara. Někteří z japonských šašků taikomoči se vyznamenali dokonce jako vojevůdci. O vtipech, ale i moudrosti a důvtipu všech těchto osobností se dochovala řada pověstí či anekdot, které se často tradují dodnes.